# Poston (Arizona)
Poston ist ein Census-designated place im La Paz County im US-Bundesstaat Arizona. Das U.S. Census Bureau hat bei der Volkszählung 2020 eine Einwohnerzahl von 183 ermittelt. Poston hat eine Fläche von 3,6 km². Die Bevölkerungsdichte liegt bei 51 Einwohnern pro km². 
Poston liegt im Westen Arizonas nahe dem Colorado River, der die Grenze zu Kalifornien bildet. Außerdem liegt Poston innerhalb des Colorado-River-Indianerreservats.